# Pacollo (Ichoca)
Pacollo (auch: Pa Kkollu) ist eine Ortschaft im Departamento La Paz im südamerikanischen Andenstaat Bolivien.

## Lage im Nahraum
Pacollo liegt in der Provinz Inquisivi und bildet zusammen mit der Gemeinde Chiar Apacheta den zentralen Ort im Cantón German Busch im Municipio Ichoca. Die Ortschaft liegt in der Serranía de Sicasica auf einer Höhe von 4147 m an der Mündung des Río Karoju in den Río Jachcha Jahuira de Caxata, der über den Río Hornum zum Río Caracollo führt. 

## Geographie
Pacollo liegt zwischen dem bolivianischen Altiplano im Westen und dem Amazonas-Tiefland im Osten. Die Region weist ein typisches Tageszeitenklima auf, bei dem die mittleren Temperaturunterschiede zwischen Tag und Nacht größer sind als die Temperaturunterschiede zwischen den Jahreszeiten.
Die mittlere Durchschnittstemperatur der Region liegt bei knapp 7 °C und schwankt zwischen 3 °C im Juni/Juli und 9 °C im November/Dezember (siehe Klimadiagramm Caxata). Der Jahresniederschlag liegt bei 500 mm, mit einer ausgeprägten Trockenzeit von Mai bis Juli und Monatsniederschlägen von mehr als 100 mm im Januar und Februar.

## Verkehrsnetz
Pacollo liegt 186 Straßenkilometer südöstlich von La Paz, der Hauptstadt des gleichnamigen Departamentos.
Von La Paz aus führt die asphaltierte Nationalstraße Ruta 2 in westlicher Richtung nach El Alto, von dort 129 Kilometer nach Süden die Ruta 1 über Sica Sica nach Konani, 80 Kilometer vor Oruro. Von dort führt eine unbefestigte Landstraße in nordöstlicher Richtung nach Quime und passiert nach 40 Kilometern auf halbem Weg dorthin die Ortschaft Villa Puchuni. Am Ortsausgang von Villa Puchuni zweigt in nordöstlicher Richtung eine unbefestigte Nebenstraße ab und erreicht Pacollo nach weiteren vier Kilometern.   

## Bevölkerung
Die Einwohnerzahl der Ortschaft ist in dem Jahrzehnt zwischen den beiden letzten Volkszählungen auf fast das Doppelte angestiegen:
| Jahr | Einwohner         | Quelle       |
| ---- | ----------------- | ------------ |
| 1992 | keine Detaildaten | Volkszählung |
| 2001 | 198               | Volkszählung |
| 2012 | 348               | Volkszählung |
| 2024 |                   | Volkszählung |

Die Region einen hohen Anteil an Aymara-Bevölkerung auf, im Municipio Ichoca sprechen 92,4 Prozent der Bevölkerung Aymara.